# Beji Mulyo
Beji Mulyo is een bestuurslaag in het regentschap Musi Banyuasin van de provincie Zuid-Sumatra, Indonesië. Beji Mulyo telt 3503 inwoners (volkstelling 2010).